# Televideo TS-803
Televideo TS-803 (TS-803) је био професионални рачунар фирме Televideo који је почео да се производи у САД од 1983. године.
Користио је Z80A као микропроцесор. RAM меморија рачунара је имала капацитет од 64 KB прошириво до 128 KB. 
Као оперативни систем кориштен је CP/M са GSX.

## Детаљни подаци
Детаљнији подаци о рачунару TS-803 су дати у табели испод.
|                       |                                              |
| [ 1 ]                 |                                              |
| Произвођач            |                                              |
| Тип                   | професионални рачунар                        |
| Меморија              | 64 прошириво до 128 KB                       |
| Поријекло             | Сједињене Америчке Државе                    |
| Година                | 1983                                         |
| Тастатура             | стил писаће машине, 117 тастера              |
| Процесор              |                                              |
| Фреквенција процесора | 4                                            |
| RAM                   | 64 прошириво до 128 KB                       |
| ROM                   | 8 KB                                         |
| Текст                 | 80 стубова x 24 линије - 7x8 матрица тачака  |
| Графика               | 640 x 240 тачака                             |
| Боја                  | једна боја, зелена                           |
| Звук                  | мали звучник                                 |
| Димензије             | 47 (ширина) x 38 (дубина) x 36 (висина) / 23 |
| Портови               |                                              |
| Оперативни систем     |                                              |